# Lipperscheid
Lipperscheid (franska) (luxemburgiska: Lëpschent lyssna (fil), tyska: Lipperscheid) är en ort i kantonen Diekirch i nordöstra Luxemburg. Den ligger i kommunen Bourscheid, cirka 34 kilometer norr om staden Luxemburg. Orten har 300 invånare (2022).